# Juglandales
Juglandales é um nome botânico de plantas com flor. Esta ordem foi reconhecida por diversos sistemas taxonómicos (por exemplo: sistema Engler e sistema Wettstein). 
O sistema Cronquist colocou a ordem na subclasse Hamamelidae, compreendendo as famílias Juglandaceae e Rhoipteleaceae, a última consistindo de apenas uma única espécie.
No sistema APG II estas duas famílias estão unidas na família Juglandaceae (com a separação em duas famílias opcional) e a família é colocada na ordem Fagales. 